# Bermuda International 1971
Die Bermuda International 1971 fanden vom 19. bis zum 21. April 1971 im BAA Gymnasium in Hamilton statt. Es war die achte Austragung dieser internationalen Titelkämpfe der Bermudas im Badminton.

## Teilnehmer
Eine Rekordzahl von 88 Sportlern nahm am Turnier teil, 37 mehr als im Vorjahr.
16 Teilnehmer kamen aus dem Ausland, elf Männer und fünf Frauen. Den Hauptanteil hatten die USA mit 15 Startern (Tom Heden, Tony Green, Jeffrey Blanchard, Bob Chase, Jack Flynn, Peter Lemon, Harry Myers, Sam Smith, Peter Trafton, Richard Wallace, Therese Chase, Priscilla Healey, Rosine Lemon, Gail Trafton und Edwina Wallace). Aus Kanada wurden die Titelverteidiger Jack Wallis und Ed Yablonski erwartet, wobei letzterer kurz vor dem Turnier absagen musste.

## Ergebnisse
Der Einheimische Colin Ayling wurde im Herreneinzel an Nummer eins gesetzt, gefolgt von Tom Heden und Tony Green.
Im Dameneinzel wurde mit Patricia Collins ebenfalls eine lokale Sportlerin an Nummer eins gesetzt.
Heden besiegte letztendlich Ayling schon im Halbfinale. Im Finale war er dann gegen Len Daniels von den Bermudas mit 15:1 und 15:3 erfolgreich, welcher im Halbfinale gegen Dai Rees mit 15:4 und 15:10 gewonnen hatte.